# 哈夫里利夫卡 (納德維爾納區)
哈夫里利夫卡（烏克蘭語：Гаврилівка），是烏克蘭的村落，位於該國西部伊萬諾-弗蘭科夫斯克州，由納德沃爾納亞區負責管轄，始建於1611年，面積31.6平方公里，2001年人口2,767，人口密度每平方公里87.6人。